# Finlay Knox
Finlay Hugh Knox (* 8. Januar 2001 in Leeds) ist ein kanadischer Schwimmer. Er gewann bis 2024 bei Weltmeisterschaften eine Goldmedaille auf der 50-Meter-Bahn und zwei Bronzemedaillen auf der 25-Meter-Bahn. Bei Panamerikanischen Spielen erschwamm er einmal Gold und viermal Bronze.

## Sportliche Karriere
Knox wurde in England geboren. Von seinem zweiten bis zu seinem siebten Lebensjahr lebte er mit seiner Familie in Neuseeland, bevor diese nach Kanada weiterzog. Dort begann er im Alter von acht Jahren mit dem Wettkampfsport. Er schwimmt seit 2023 für das High Performance Center in Vancouver.
Knox nahm an den Olympischen Jugendspielen 2018 in Buenos Aires teil. Dort gewann er die Bronzemedaille über 200 Meter Lagen. Knox wurde bei den Juniorenweltmeisterschaften 2019 hinter Carson Foster aus den Vereinigten Staaten Zweiter über 200 Meter Lagen und Dritter mit der 4-mal-100-Meter-Lagenstaffel.
Wegen der COVID-19-Pandemie fanden die eigentlich für 2020 geplanten Olympischen Spiele in Tokio erst 2021 statt. Knox schwamm in den Vorläufen über 200 Meter Lagen die 17. Zeit und verfehlte den Halbfinaleinzug um 0,22 Sekunden. 18. der Vorläufe wurde eine Hundertstelsekunde hinter Knox der Franzose Léon Marchand. Ende 2021 fanden die Kurzbahnweltmeisterschaften in Abu Dhabi statt. Über 200 Meter Lagen schied Knox als Neunter der Vorläufe aus, wobei ihm 0,21 Sekunden zum Finaleinzug fehlten. Über 100 Meter Lagen erreichte Knox das Finale und wurde Fünfter.
2022 bei den Weltmeisterschaften in Budapest schied Knox bei seinen drei Starts jeweils im Vorlauf aus. Über 200 Meter Lagen fehlten ihm als 17. der Vorläufe 0,08 Sekunden zum Halbfinaleinzug. Einen Monat später bei den Commonwealth Games in Birmingham wurde die 4-mal-100-Meter-Freistilstaffel mit Joshua Liendo, Ruslan Gaziev, Finlay Knox und Javier Acevedo Dritte. Mit der 4-mal-200-Meter-Freistilstaffel erreichte er den fünften Platz. Bei seinen Einzelstarts wurde Knox Siebter über 100 Meter Schmetterling und Vierter über 100 Meter Lagen. Ende des Jahres bei den Kurzbahnweltmeisterschaften in Melbourne wurde Knox über 100 Meter Lagen Dritter hinter dem Italiener Thomas Ceccon und Javier Acevedo. Über 200 Meter Lagen siegte der Südafrikaner Matthew Sates vor Carson Foster und Finlay Knox. Mit der 4-mal-200-Meter-Freistilstaffel schwamm Knox auf den siebten Rang und mit der 4-mal-100-Meter-Lagenstaffel wurde er Sechster.
2023 bei den Weltmeisterschaften in Fukuoka belegte die kanadische 4-mal-100-Meter-Freistilstaffel mit Joshua Liendo, Ruslan Gaziev, Finlay Knox und Javier Acevedo den fünften Platz. Über 200 Meter Lagens schied Knox als 13. im Halbfinale aus. Im Oktober bei den Panamerikanischen Spielen in Santiago siegte Knox über 200 Meter Lagen. Mit den drei Männerstaffeln und mit der 4-mal-100-Meter-Mixed-Freistilstaffel gewann er jeweils die Bronzemedaille.
Im Februar 2024 bei den Weltmeisterschaften in Doha erreichte Knox das Finale über 200 Meter Lagen mit der sechstbesten Halbfinalzeit. Im Finale war er fast zwei Sekunden schneller und siegte mit 0,33 Sekunden Vorsprung vor Carson Foster. Die 4-mal-100-Meter-Lagenstaffel mit Blake Tierney, James Dergousoff, Finlay Knox und Javier Acevedo wurde Vierte und hatte über eine Sekunde Rückstand auf die Medaillenränge. Ebenfalls den vierten Platz erreichte die 4-mal-100-Meter-Mixed-Freistilstaffel mit Knox, Acevedo, Taylor Ruck und Rebecca Smith. Der Abstand zu den Drittplatzierten betrug anderthalb Sekunden. Im Mai 2024 siegte Knox bei den kanadischen Olympiaausscheidungen über 100 Meter Brust und über 200 Meter Lagen. Bei den Olympischen Spielen in Paris belegte er zunächst den sechsten Platz mit der kanadischen 4-mal-100-Meter-Freistilstaffel, die in der Besetzung Joshua Liendo, Yuri Kisil, Finlay Knox und Javier Acevedo antrat. Über 200 Meter Lagen wurde er Achter mit über drei Sekunden Rückstand auf den Sieger Léon Marchand. Die Lagenstaffel mit Blake Tierney, Finlay Knox, Ilya Kharun und Joshua Liendo schlug als Fünfte an. Die 4-mal-100-Meter-Mixed-Lagenstaffel erreichte den fünften Platz in der Besetzung Kylie Masse, Finlay Knox, Joshua Liendo und Margaret Mac Neil, wobei Mac Neil als einzige aus dem kanadischen Team sowohl im Vorlauf als auch im Finale eingesetzt wurde.